# Дінгаан
Дінгаан або Дінгане Зулу ка Сензангакона (*бл. 1795 —1840) — 3-й інкосі (король) Держави зулусів у 1828—1840 роках.

## Життєпис

### Молоді роки
Син вождя Сензагакони ка Ями і Нанді, дочки попереднього вождя племені Лангені. Про молоді роки відсутні відомості. В подальшому приєднався до свого зведеного брата Шаки, брав участь у численних війнах зулусів проти сусідніх племен, став одним з наближених до Шаки.
Втім у 1828 році влаштував змову разом з братом Умхланганою та індуною (радником) Мбопа проти верховного вождя (європейці називали його королем) Шаки, в результаті якої останнього було вбито. Спочатку вождем було оголошено Умхлангану, проте Дінгаан доволі швидко відсторонив того від влади, ставши новим вождем зулусів та підвладних їм племен.

### Володарювання
Новий вождь насамперед пом'якшив жорстокі порядки, впроваджені Шака. Він частково послабив контроль над життям общинників зулу: амабуто (військові підрозділи) стали збиратися лише на півроку, і молоді воїни могли раніше отримати дозвіл утворювати сім'ї та створювати своє власне домогосподарство. Правитель позбавлявся можливості необмеженої влади: тепер всі рішення він міг приймати лише після наради зі своїми індунами і очільниками впливових територіально-родових об'єднань. Звання і посада індуна стала передаватися у спадок. 1829 року Дінгаан звів новий крааль-столицю УмГунгундлову.
У 1837 році розпочався так званий «Великий трек» — переселення бурів в центральні райони Південної Африки. Уподобавши землі зулу, бури розв'язали боротьбу за право жити на цих територіях.
У лютому 1838 року Дінгаан заманив у пастку і вбив одного з ватажків бурських переселенців (треккеров) Пітера Ретіфа з товаришами, зулуси також знищили в декількох сутичках близько 400 бурських фермерів. У свою чергу, бурський загін у 500 осіб під орудою Андріса Преторіуса в битві при річці Інкоме (званої відтоді Кривавої) 16 грудня 1838 року вщент розгромив 10-тисячне військо Дінгаана. Зулуси втратили вбитими понад 3000 осіб, у бурів ж виявилося лише кілька поранених, в тому числі і сам Преторіус.
Слідом за цим бури зайняли залишену Дінгааном зулуського столицю — крааль УмГунгундлову, знищивши його, на сусідніх пагорбах ними були знайдені і поховані рештки П. Ретифа і деяких інших убитих бурів.
Дінгаан змушений був укласти невигідну мирну угоду 23 березня 1839 року, за якою відмовлявся від усіх територій на південь від річки Тугела. На захоплених землях переселенці-африканери заснували республіку Наталь.
У 1840 році Мпанде, брат Дінгаан, що спирався на бурів на чолі із А. Преторіусом, повстав, повалив Дінгаана, перемігши у битві при Маконгко, та вигнав його з країни. Після цього Мпанде було оголошено новим інкосі зулусів. Дінгаан втік до гори Лубомбо, де незабаром його було вбито у лісі Хлатікулу за нез'ясованих обставин племен свазі.